# Palazzia nautiliformis
Palazzia nautiliformis är en snäckart som först beskrevs av Powell 1927.  Palazzia nautiliformis ingår i släktet Palazzia och familjen Skeneidae. Inga underarter finns listade i Catalogue of Life.